# NGC 2847
NGC 2847 في الفهرس العام الجديد، هي مجرة، تقع في كوكبة الشجاع. اكتشفت في 5 مارس 1855 بواسطة ويليام بارسونز.

## روابط خارجية
- NGC 2847 على موقع ويكي سكاي: DSS2, SDSS, GALEX, IRAS, Hydrogen α, X-Ray, Astrophoto, Sky Map, Articles and images